# 遺伝子量補償
遺伝子量補償（いでんしりょうほしょう、dosage compensation）とは、性染色体上にコードされている遺伝子の発現量が雄と雌の間で同じになるように調節されていること。遺伝子量補正ともいう。
その仕組みは生物によって大きく異なる。例えば、哺乳類の雄はXY、雌はXXという一対の性染色体をもつ。雌 (XX) の個体では、発生の過程において一方のX染色体がランダムに不活性化される結果、X染色体からの遺伝子の発現量が雄 (XY) のそれと同等になる。ショウジョウバエにおいても、雄はXY型、雌はXX型であるが、この場合、雄のX染色体からの発現量が2倍に高められることによりXX型との均衡がとられる。一方線虫では、雄はXO型、雌雄同体（hermaphrodite）はXX型の性染色体を持つ。この種では、XX型の個体において（一方のX染色体を不活性化するのではなく）2本のX染色体からの発現量をともに半減させることにより、XO型とのバランスを合わせる仕組みが出来上がっている。
染色体単位で調節されるグローバルな遺伝子制御機構、あるいはエピジェネティクスが関与した制御機構の対象として、この分野の研究は注目を集めている。例えば、哺乳類およびショウジョウバエにおける遺伝子量補償には、ヒストンの化学修飾が関与していることが知られている。また線虫では、コンデンシンに類似した複合体がX染色体に特異的にリクルートされ、その高次構造を変化させることにより遺伝子発現を抑制している。
哺乳類およびショウジョウバエでは、ノンコーディングRNAと遺伝子量補償の関係がよく知られている。哺乳類ではXistと呼ばれるノンコーディングRNAが、二本ある雌のX染色体の一方にのみ特異的に結合し、転写を抑制している。一方、ショウジョウバエでは、roX1およびroX2の2種類のノンコーディングRNAが、雄のX染色体に結合し、転写量を約二倍に活性化することにより、遺伝子量補償が達成されている。

## 引用文献
1. ↑  Lucchesi, John C.; Kelly, William G.; Panning, Barbara (2005). “Chromatin remodeling in dosage compensation”. Annual Review of Genetics 39:  615–651. doi:10.1146/annurev.genet.39.073003.094210. ISSN 0066-4197. PMID 16285873.
2. ↑  Meyer, Barbara J. (2010-04). “Targeting X chromosomes for repression”. Current Opinion in Genetics & Development 20 (2):  179–189. doi:10.1016/j.gde.2010.03.008. ISSN 1879-0380. PMC 2906122. PMID 20381335.